# Mbulaeni Mulaudzi
Mbulaeni Mulaudzi, född 8 september 1980 i Muduluni i Limpopo, död 24 oktober 2014 i Witbank i Mpumalanga, var en sydafrikansk friidrottare (medeldistanslöpare) som specialiserade sig på 800 meter. Han avslutade sin friidrottskarriär 2013.
Mulaudzis första större mästerskap som senior var VM 2001 i Edmonton där han slutade på sjätte plats. Under 2002 vann han guld på samväldesspelen och blev trea på afrikanska mästerskapen. Mulaudzi slutade på tredje plats vid VM 2003 i Paris slagen av Djabir Said-Guerni och Jurij Borzakovskij. Mulaudzi deltog även vid OS 2004 i Aten där han blev silvermedaljör efter Borzakovskij. 
Efter framgången i OS har Mulaudzi haft några mindre framgångsrika år utomhus. Vid VM 2005 gick han inte vidare till final och vid VM 2007 blev det en sjunde plats. Inomhus har det blivit medalj såväl 2004 guld och 2006 respektive 2008 silver.
Mulaudzi deltog även vid VM 2009 i Berlin där han blev världsmästare efter att ha sprungit på tiden 1.45,29

### Fotnoter
1. ↑  ”Ex-världsmästare död i bilkrasch”. Svenska dagbladet. 24 oktober 2014. http://www.svd.se/sport/ex-varldsmastare-dod-i-bilkrasch_4043821.svd. Läst 24 oktober 2014.